# مفتاح الربط الإطارات

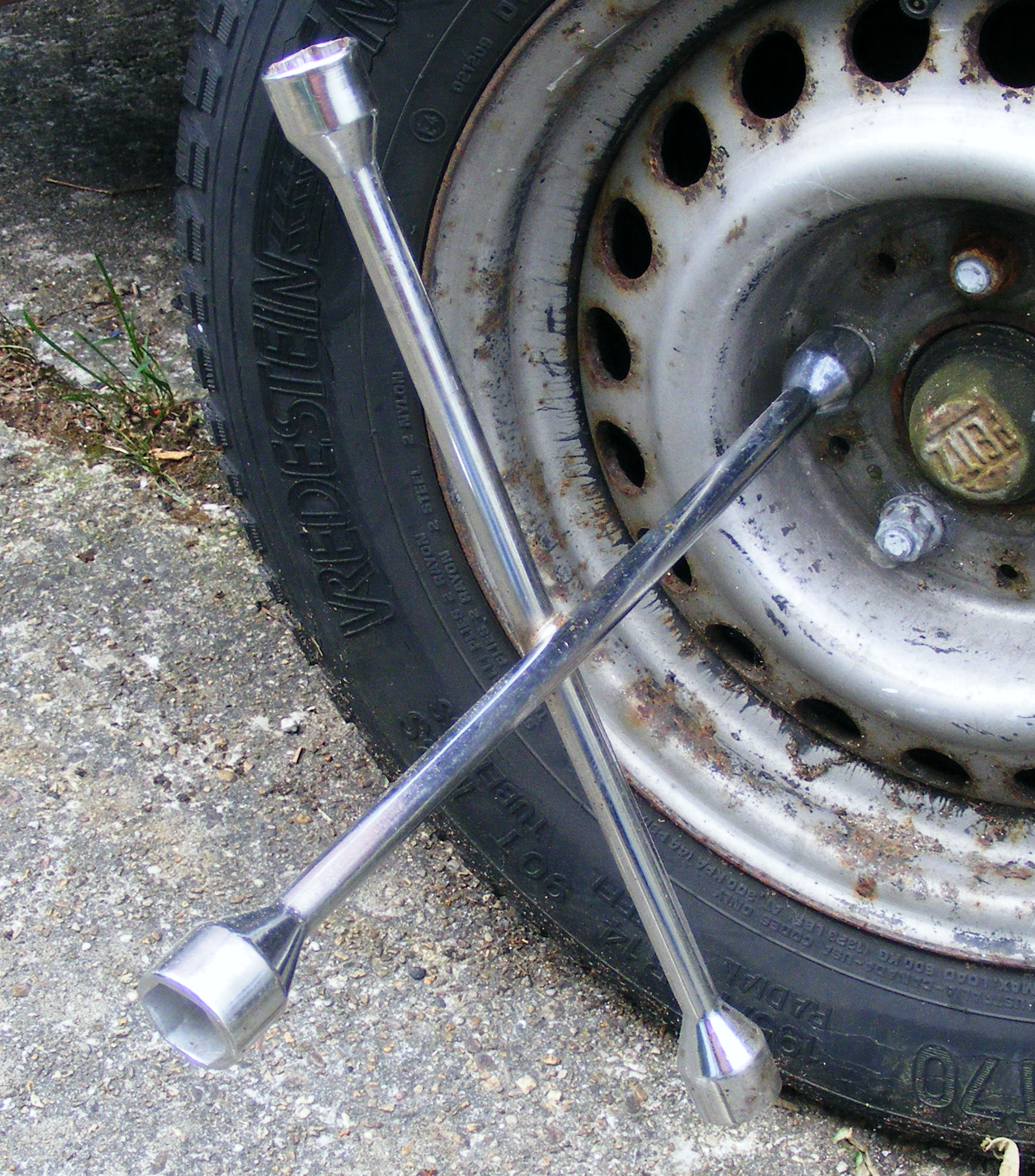
مفتاح ربط على شكل عنكبوت

مفتاح العجلة، والمعروف أيضًا باسم مفتاح الإطارات، هو اسم لنوع من مفاتيح المقبس المستخدمة لفك وإحكام صواميل العجلة على عجلات السيارات. في المملكة المتحدة وأستراليا، يُعرف عادةً باسم دعامة العجلة.

## الاستمارات
قد تكون مفاتيح العروة على شكل حرف L، أو على شكل حرف X. الشكل الشائع الموجود في صناديق السيارات هو قضيب معدني على شكل حرف L مع مفتاح مقبس على الطرف المنحني وطرف رفع على الطرف الآخر. الغرض الأساسي من طرف الرفع هو إزالة أغطية المحور أو أغطية العجلات التي قد تغطي صواميل العجلة.
هناك نوع شائع آخر، يسمى أحيانًا مفتاح العنكبوت، وهو مصنوع على شكل صليب مع مآخذ ذات أحجام مختلفة على كل من الأطراف الأربعة. أسماء أخرى هي مفتاح العجلة رباعي الاتجاه أو مفتاح الربط أو الدعامة أو الصليب.

## تقنية

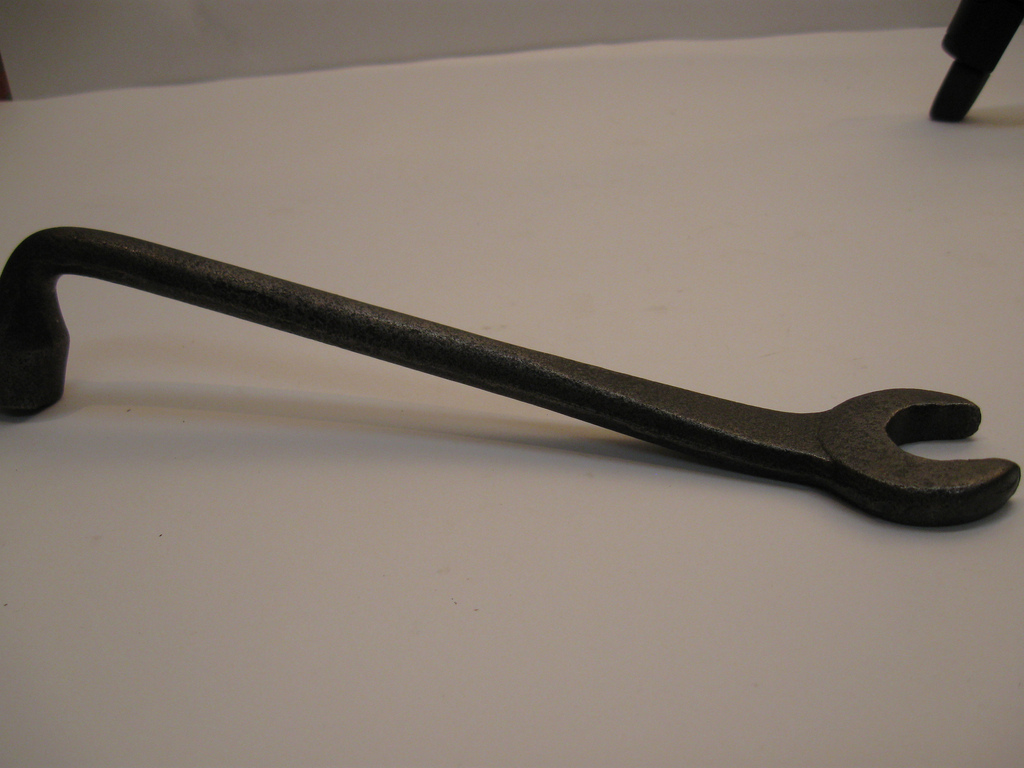
مفتاح الربط

من الناحية المثالية، ينبغي شد الصواميل (أو البراغي) باستخدام مفتاح عزم الدوران. تعتبر مفاتيح العروة أقل تكلفة بكثير لأنها تفتقر إلى القدرة على قياس أو الحد من القوة المستخدمة. يتطلب تركيب العجلة باستخدام مفتاح العجلة بعض التخمين التقريبي حول مدى الإحكام المناسب. يمكن أن تؤدي القوة المفرطة إلى تجريد الخيوط أو جعل إزالة الصواميل أمرًا صعبًا للغاية. كما أن عزم الدوران غير المتساوي بين صواميل العجلة المختلفة، أو عزم الدوران المفرط، قد يؤدي إلى انحناء قرص الفرامل إذا كانت السيارة مجهزة بفرامل قرصية. لهذا السبب، يجب استخدام مفاتيح التأثير بشكل صحيح فقط لإزالة صواميل العجلة، وليس لإحكامها، على الرغم من أنه في الممارسة العملية يتم تجاهل هذه القاعدة في كثير من الأحيان من أجل الراحة، حتى من قبل الميكانيكيين المحترفين.
عند إعادة تركيب العجلة، يجب شد الصواميل (أو البراغي) في نمط متقاطع (لتوحيد القوى) ويجب في البداية شدها "بإصبع" فقط على جميع الصواميل. في هذا السياق، يكون "إحكام الإصبع" محكمًا بدرجة كافية للوصول إلى النقطة التي يتم فيها أخذ اللعب الحر ويوشك الشد المناسب على البدء، على سبيل المثال، قوة الشد باستخدام مفتاح العروة/دعامة العجلة مثل مفك البراغي. يجب تكرار ذلك مرتين، للتأكد من أن العجلة متمركزة بشكل صحيح ومقيدة بجميع الصواميل (حيث غالبًا ما يكون الصمولة الأولى التي يتم إحكامها فضفاضة قليلاً بعد إكمال المجموعة لأول مرة)، ثم يجب خفض العجلة إلى الأرض وتكرار نمط الشد المتقاطع إلى عزم دوران متواضع (لنقل قوة أصابع قليلة على ذراع مفتاح العروة/دعامة العجلة)، ثم يتم تكرارها أخيرًا بقوة اليد الكاملة.
في حالات نادرة، وأكثر شيوعًا مع الشاحنات الكبيرة والسيارات، قد تؤدي القوة غير الكافية إلى فك الصواميل أثناء الاستخدام. لهذا السبب، من الأفضل استخدام مفتاح عزم الدوران أو أداة مماثلة لإحكام ربط صواميل العجلة إلى مواصفات عزم الدوران المناسبة في أسرع وقت ممكن بعد استخدام مفتاح عزم الدوران لتثبيت العجلة. على الأقل، يجب فحص صواميل العجلة للتأكد من إحكامها بعد 50-100 كم/أميال عندما تكون الأشياء قد تعرضت لبعض الاهتزازات والدورة الحرارية.
هذه الأداة لها أيضًا استخدام ثانوي: يمكن استخدامها لإزالة المركبات العالقة في الثلج عن طريق تكسير الجليد حتى يمكن إزالته بسهولة بعيدًا عن عجلات القيادة.

## روابط خارجية
- تسلسل التضييق المناسب : مثال وشرح من Bolt-Science لاستخدام تسلسل التضييق المتقاطع.